# Ford Romania
Ford Romania (tidligere Automobile Craiova) er en rumænsk bilproducent, der drives af Ford of Europe, og er lokaliseret i Craiova. Ford overtog i 2008 selskabet Automobile Craiova fra den rumænske stat og ændrede herefter navnet til det nuværende.
I 2019 producerede de 6.200 ansatte på bilfabrikken 140.884 biler.